# Részecskegyorsító

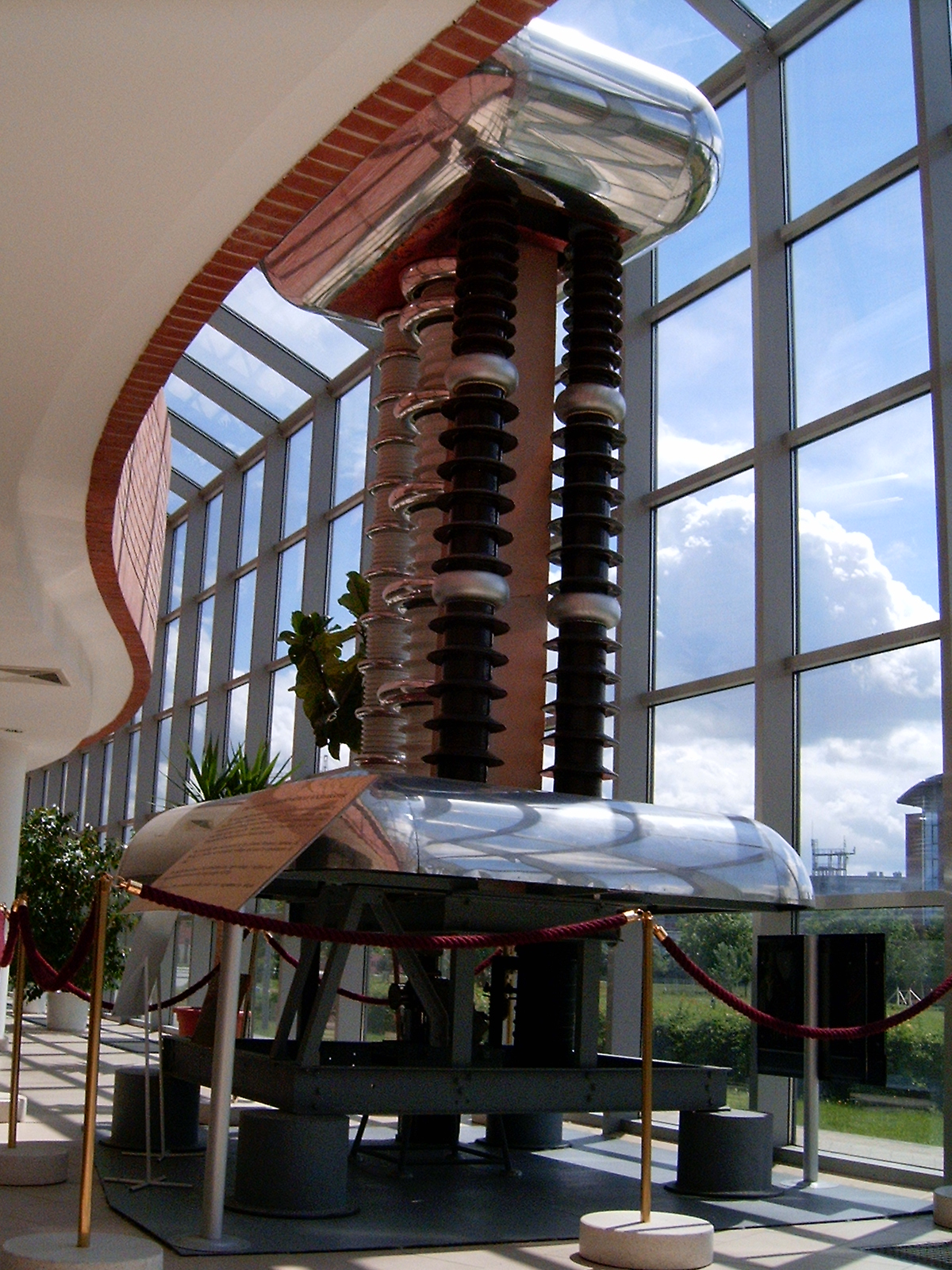
A Simonyi-féle Van de Graaff-generátor és közepébe épített részecskegyorsító az ELTE-n kiállítva

A részecskegyorsítók töltött részecskéket: leptonokat (elektron, pozitron), hadronokat (proton, antiproton), atommagokat, ionokat, molekulákat gyorsítanak fel elektromos feszültséggel nagy energiára. Ilyen gyorsító tulajdonképpen a TV képcsöve is, amely elektronokat gyorsít. A magfizika és részecskefizika területén (például a CERN-ben) ennél jóval nagyobb energiákra gyorsítanak részecskéket (elektront több száz GeV-ra).
Nagyobb energián nagyobb térbeli felbontás érhető el, valamint létrejöhetnek nagy tömegű részecskék (E=mc²).

## A gyorsítók fizikája
A proton energiájának és sebességének összefüggése alapján jól látható, hogy a feszültséglökések hatására elsősorban az energia növekszik, a sebesség GeV felett már alig, ekkor már ugyanis a fénysebességhez közelít.
| energia | sebesség (fénysebesség=1) |
| ------- | ------------------------- |
| 1eV     | 0,00005                   |
| 1 MeV   | 0,046                     |
| 1 GeV   | 0,876                     |
| 1 TeV   | 0,99999956                |
| 7 TeV   | 0,999999991 (LHC)         |

## Csoportosításuk
Nagyobb energiát el lehet érni egyenfeszültséggel és váltakozó feszültséggel is. Az egyenfeszültséggel működő gyorsítókat egyenáramú gyorsítóknak nevezzük, mivel folyamatos részecskenyalábot képes előállítani, míg a váltófeszültséggel működőket pulzált gyorsítóknak nevezzük, mert csak részecskecsomagok gyorsíthatók vele, nem érhető el folytonos nyaláb. A pulzált gyorsítókat a részecskepálya alapján tovább csoportosítjuk lineáris gyorsítókra, melyekben a részecskék pályája egyenes, és körkörös (más néven orbitális vagy ciklikus) gyorsítókra.
A betatron tulajdonképpen egy külön csoportot alkot, hiszen abban a mágneses indukcióvektor változása hozza létre a részecskét gyorsító elektromos teret, több jelenség azonban a körkörös gyorsítókhoz hasonlóan tárgyalható.

## Egyenáramú gyorsítók

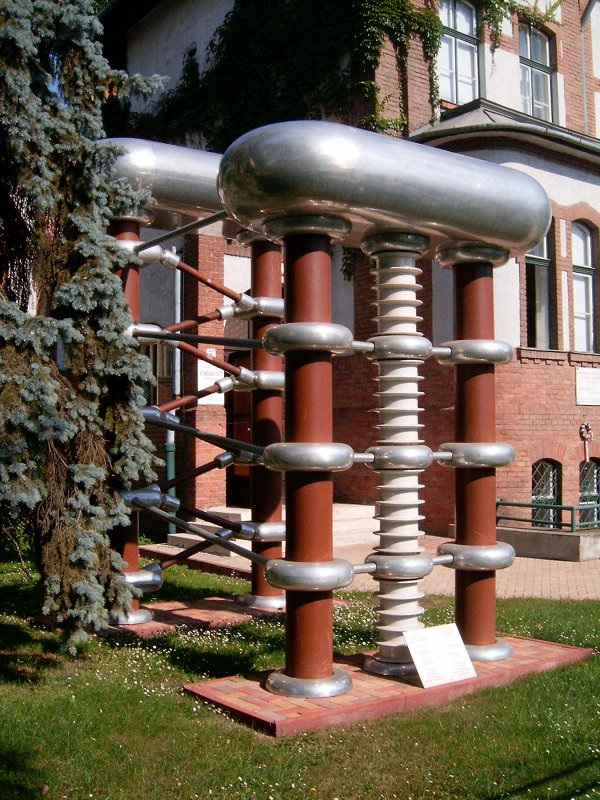
Az ATOMKI üzemen kívüli kaszkádgyorsítója

Az alacsonyenergiájú gyorsítók, mint például a katódsugárcső és a Röntgen-cső egyetlen elektródapárt tartalmaznak, melyre pár ezer voltos egyenfeszültséget kötnek. A Röntgen-csőben az egyik elektróda a célpont, ahol a nagy energiájú elektronok becsapódnak, és röntgensugarakat keltenek.
Egyenfeszültségű gyorsítók közé tartozik a kaszkádgyorsító (Cockcroft és Walton fejlesztette ki 1932-ben), amelyben váltóáram csúcsfeszültségét sokszorozzák meg a nagy gyorsítófeszültség eléréséhez, és a Van de Graaff-generátorral működtetett gyorsító, melyben a Van de Graaf-generátor pár ezer volt egyenfeszültségből állít elő több millió volt (MV) gyorsítófeszültséget (Robert J. Van de Graaff, 1931). Mindkettő valamilyen ionforrásból kapja a gyorsítandó ionokat.

## Lineáris gyorsítók
A lineáris gyorsítóknak nevezzük azokat a pulzált gyorsítókat, amelyben a töltött részecskéket egy egyenes mentén gyorsítják. Angolul gyakran linac-oknak (ejtsd linak) hívják az angol LINear ACcelerator rövidítéséből.

A lineáris gyorsító vázlatos felépítése

Rádiófrekvenciás váltakozó feszültséggel működtethetőek a lineáris gyorsítók. Ekkor több egymás utáni lemezt alkalmaznak, melyekre váltakozó feszültséget kötnek, minden másodikra az egyik pólust, a többire a másikat. A berendezést úgy állítják be, hogy amikor részecske közeledik egy lemezhez, azon éppen a részecskéével ellentétes töltés van, ami gyorsítja a részecskét. Amikor áthalad a lyukon, a polaritás megváltozik, így a következő lemez újból gyorsít a részecskén. Általában több részecskecsomagot gyorsítanak egymás után ezekben a gyorsítókban.
Ahogy a részecske sebessége a fénysebesség közelébe ér, olyan magassá válik az elektromágneses tér polaritásváltásának sebessége, hogy az már mikrohullámú frekvenciába esik, emiatt mikrohullámú üregrezonátorokat használnak a gyorsítófeszültség létrehozására.
A legnagyobb lineáris gyorsító a Stanford Linear Accelerator (Stanfordi Lineáris Gyorsító, SLAC), mely 2 mérföld (3,2 kilométer) hosszú. Tervben van egy még nagyobb nemzetközi gyorsító, a nemzetközi lineáris gyorsító (International Linear Collider, ILC) építése.

## Körkörös gyorsítók
A körkörös gyorsítókban a részecske egy kör, vagy változó sugarú körívek mentén mozog, amíg el nem éri a szükséges energiát. A részecske pályáját egy dipól mágnessel hajlítják kör alakúra, amúgy a gyorsítás mechanizmusa a lineáris gyorsítókhoz hasonló. A körkörös gyorsítóknak az az előnye a lineárisokkal szemben, hogy egy-egy része többször gyorsít a részecskén, ahányszor csak áthalad ott. Figyelembe kell venni, hogy egyszerre több részecskét gyorsítunk, amelyek nem egy pontban térrészben helyezkednek el, erről, és további fontos alapról a töltés mozgása mágneses térben szócikkben írunk.
Van viszont egy hátrányuk is a körkörös gyorsítóknak: szinkrotronsugárzást bocsátanak ki a gyorsított részecskék. A töltött részecskék gyorsulásakor ugyanis mindig keletkezik elektromágneses sugárzás. Körmozgás esetén pedig mindig van gyorsulás, melynek egyik összetevője (a centripetális gyorsulás) a kör középpontja felé mutat. Emiatt folyton sugároz a körpályán mozgó részecske. Ezt az energiát pótolni kell, emiatt a lineáris gyorsítók mindig hatékonyabbak a körkörös gyorsítóknál. Némely gyorsítót kimondottan azzal a szándékkal építenek, hogy ilyen sugárzást keltsen röntgensugárzás formájában. Ez a sugárzás például proteinek röntgen-spektroszkópiájára használható.
Nagyobb szinkrotronsugárzást bocsátanak ki az azonos energiájú könnyebb részecskék, hiszen a sebességük, és így a gyorsulásuk is nagyobb. Emiatt szinkrotron sugárzás keltésére elektronokat gyorsítanak. A nagyobb energiák elérésére a fizikusok viszont inkább nehezebb részecskéket használnak: protonokat, atommagokat. Ennek viszont az a hátránya, hogy ezek a részecskék összetettek (a protonok kvarkokból és gluonokból állnak), emiatt az eredmény elemzése sokkal nehezebb.

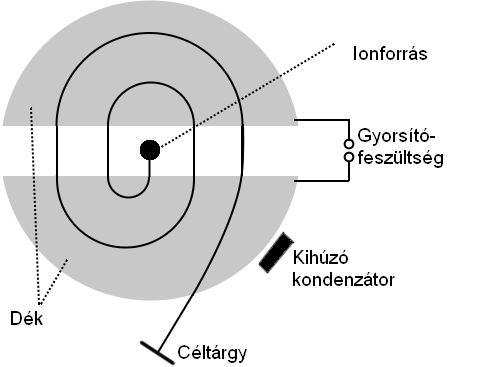
A ciklotron felépítése

A legelső körkörös gyorsítók ciklotronok voltak, melyet 1929-ben Ernest O. Lawrence fejlesztett ki. A ciklotronban két D alakú üreg található, mely a részecskéket gyorsítja, és egy dipól mágnes, mely a részecskék pályáját meggörbíti. A részecskéket a középpontba lövik be, és spirális pályán halad kifelé.
A ciklotron azt használja ki, hogy adott mágneses térben egy részecske bármekkora sebesség esetén azonos idő alatt megy körbe (töltés mozgása mágneses térben). Ez egészen addig igaz, míg a sebesség meg nem közelíti a fénysebességet. Ekkor a tömege elkezd növekedni (lásd speciális relativitáselmélet), és a keringés periódusideje megnő. Emiatt nem lehet protonokat 20 millió elektronvoltnál (20 MeV) nagyobb energiára gyorsítani ciklotronnal. Van rá mód, hogy kompenzáljuk a tömegnövekedést bizonyos mértékig, erre szolgálnak a szinkrociklotronok és az izokrón ciklotronok. De ezek sem alkalmasak 1000 MeV-nél nagyobb energiájú gyorsításokra.
A mikrotron teljesen kiküszöböli a relativisztikus tömegnövekedésből adódó problémákat, sőt kimondottan a tömegnövekedést használja fel. A mikrotron elektront gyorsít úgy, hogy minden periódusban elektrontömegnek megfelelő energiát ad neki, ezáltal az keringési idők az eredeti többszörösei lesznek, mindig akkor ér a gyorsítási pontba az elektroncsomag, amikor ott éppen megfelelő irányú feszültség van.
Nagyobb energiákra – több milliárd elektronvoltra (több GeV) szinkrotronnal gyorsíthatjuk fel a részecskéket. Ez egy olyan gyorsító, melyben a részecske egy körbehajlított vákuumcsőben, állandó sugarú pályán utazik. A szinkrotronoknál is megkülönböztetünk két típust a fókuszálás módja szerint: a gyengén fókuszálóban maga a körpályán tartó mágneses tér sugárirányú változása gondoskodik a részecskék fókuszálásáról (mágneses térindex), az erősen fókuszáló szinkrotronokban erről külön négy- (esetleg hat-?) pólusú mágnesek gondoskodnak. Az erős fókuszálású szinkrotronokban rengeteg mágnes található, hogy fókuszálják a részecskenyalábot és meggörbítsék a pályáját, valamint mikrohullámú üregrezonátorok, hogy gyorsítsák a részecskét, megnöveljék energiáját. A gyengén fókuszáló szinkrotronok esetén különböző az elektron-szinkrotronok és proton-szinkrotronok felépítése a két részecske tömegkülönbsége miatt.

### Pár konkrét ciklikus gyorsító adatai
Lawrence első ciklotrona nagyjából 10 centiméter átmérőjű volt, a legnagyobbak nagyjából 2 méter átmérőjűek, több száz tonnás mágnessel. A Fermilab gyorsítója  4 mérföld (6,4 kilométer) kerületű. Az eddigi legnagyobb pedig LEP a CERN-ben 8,5 kilométer átmérőjű, 27 km kerületű, amely elektron-pozitron ütköztetőgyűrű volt.  Ennek az alagútját újrahasználták a nagy hadronütköztető gyűrű (LHC) építésére, mely 2008-ban lépett működésbe.
Texasban tervezték felépíteni a szupravezető szupercsűrlőt (SSC), melynek 87 km lett volna a kerülete.  Elkezdték építeni, de leállították jóval az elkészülte előtt, mivel a tervezettnél sokkal több pénzbe került volna. A nagy körkörös gyorsítókat  néhány méter átmérőjű földalatti üregekbe építik, így nem zavarja meg a felszíni életet, és a vastag földréteg megvéd minket az erős szinkrotronsugárzástól is.

## Fontosabb gyorsítási elvek
- Fázisstabilitás: a részecskék sebességirányú szétszóródását gátolja meg, ha nem pont a legnagyobb feszültség idején haladnak át a részecskék, hanem a maximumhoz képest jól meghatározott időintervallumban.
- Gyenge- és erős fókuszálás: a részecskék sebességre merőleges szétszóródását akadályozza meg a körkörös gyorsítók mágneseinek megfelelő kialakítása.
- A nagy gyorsítókat mélyen a föld alá építik, ahogy a metrót, így nem kell nagy telket megvenni. (Az LHC gyűrűje például országhatáron is áthalad.)
- A nyaláb hűtése azt jelenti, hogy a tervezett részecskepályára merőleges sebességösszetevőt lecsökkentjük, ezzel a nyaláb átmérője is csökkenthető, ami ütközőnyaláboknál nagyon megnöveli az ütközések gyakoriságát. Két fontosabb fajtája a sztochasztikus hűtés és az elektronhűtés. Az előbbinél a gyorsító egyik pontjában mérjük a nyaláb kitérését, a hibajelet a másik pontba juttatva ezt korrigálom.

Livingstontól ered a gyorsítók energiájának növekedését szemléltető ábra, melyen az elért energia értékét láthatjuk az idő függvényében.

## Nagyobb energiák
A reakcióra forduló energia szempontjából álló céltárgy (target) esetén az energia egy része elveszik, mivel az a céltárgy visszalökődésére fordítódik. Ez a veszteség az energia növelésével rohamosan növekszik. Ezért fontos szerepük van az egymással szemben ütköztetett ütközőnyaláboknak, mivel ezeknél – egyenlő lendület esetén – a teljes energia a reakcióra fordítódhat.
Körkörös gyorsítóban annál kisebb a szinkrotronsugárzásból származó energiaveszteség, minél nagyobb a részecske tömege. Nagy tömegű stabil részecskék: a proton és az atommagok, mint említettük összetett részecskék, emiatt jóval nehezebb az ütközésük során keletkező adatokat elemezni, mint elemi részecskék ütközése esetén.
A kis tömegű elektron esetén (a LEP-énél nagyobb energiákon) a sugárzási veszteséget úgy csökkentik le jelentősen, hogy a körkörös gyorsító helyett több tíz kilométer hosszú lineáris gyorsítót terveznek, hogy nagyobb energiát érhessünk el elektronnal. Az elektronnál nagyobb tömegű nem összetett szabad részecske csak kettő van: a müon és a tau-részecske. Ez utóbbi nagyon gyorsan bomlik, a müon viszont elegendő élettartamú ahhoz, hogy szinkrotronban fel lehessen gyorsítani, a nagyobb tömeg miatt a körönkénti veszteség azonos energia és pályasugár esetén kisebb az elektronénál, emiatt nagyobb energiára gyorsíthatóak.

## Magyar vonatkozások
Simonyi Károly építette 1951-ben az első magyar magfizikai részecskegyorsítót Sopronban, amely egy Van de Graaff-generátorral működő 700 keV-os gyorsító volt. Később ezt átalakítva készítette el az ELTE épületében ma is látható 1 MeV-os gyorsítót. (Lásd a cikk első fotóján!)
További részecskegyorsítókat használnak még Debrecenben, a Szalay Sándor által létrehozott Atommagkutató Intézetben (az ottani gyorsítók listája megtalálható a szócikkben).